# 瓦尔特·施艾拉
小瓦尔特·“沃里”·马蒂·施艾拉（英語：Walter 'Wally' Marty Schirra, Jr.，/ʃɜːˈrɑː/ shur-AH；1923年3月12日—2007年5月3日）， 曾是一位美国国家航空航天局的宇航员，执行过水星-大力神8号、双子星6A号以及阿波罗7号任务。施艾拉是唯一一名在水星计划、双子星座计划以及阿波罗计划中均执行过任务的宇航员。

## 生平
施艾拉诞生在美国新泽西州哈肯萨克的一个航空世家中，他的父亲在第一次世界大战期间曾在加拿大担任过飞行员，战后投身成为一名飞行巡回表演员；施艾拉的母亲则是一名飞行巡回的机翼行走特技表演员。当施艾拉15岁的时候，他便开始开着他父亲的飞机飞行。施艾拉是一名新泽西州奥乐地奥36队的头等等级童子军。
施艾拉毕业于新泽西州英勒乌代特高中，在1941年进入了新澤西理工學院，随后施艾拉加入了美国海军学院，并在1945年毕业。他被委任为一名美国海军官员，在第二次世界大战最后的几个月中，在USS阿拉斯加战舰上服役。在战争结束后，他在NAS Pensacola参加训练，成为了一名飞行员，之后加入了航空母舰战斗中队。
朝鲜战争爆发后，施艾拉被派遣到韩国作为美国空军交换飞行员。其时，他担当136轰炸翼队的飞行领导，之后担当为154战斗轰炸机分谴舰队的行动官员。在1951年至1952年之间，他执行了90个飞行作战使命，主要使用F-84雷霆喷射战斗机。他的战绩包括击下了一架和损坏了两架米格-15战斗机。施艾拉接受了飞行优异十字勋章和空军勋章与一枚橡树叶勋章作为他在朝鲜战争的服务。
他从韩国回国后担当了试飞员。在中国湖海空武器测试场，施艾拉测试了武器系统如响尾蛇空对空导弹和F7U-3短箭喷气歼击机。他成为了飞行辅导员和母舰飞行员之后，他返回到他的试飞员工作，负责评估F-4幽灵战斗机在海军服务的事项。
1959年4月2日，施艾拉被挑选为美国首批七位宇航员当中的一位。他参与了水星计划，被分配介入生命维持系统的特别领域。

## 水星-大力神8号
1962年10月3日，施艾拉成为了第五个进入太空的美国人。他驾驶着水星-大力神8号环绕地球六圈，任务持续9小时13分11秒，太空舱纪录了的速度是每小时17,557英哩和175英哩的高度。太空舱着陆在太平洋补救船的四英哩范围内。

## 双子星6A号
1965年12月15日，施艾拉再次进入太空，在他的第二次太空旅程中，他与托马斯·斯塔福德（Thomas Stafford）驾驶双子星6A号，在轨道上与宇航员弗兰克·博尔曼（Frank Borman）和吉姆·洛威尔（Jim Lovell）驾驶的双子星7号会合。这是航天器第一次在太空中会合，然而，这只是一项试验，两架太空舱实际上是不能衔接。次日，双子星6A号在大西洋着陆，而双子星7号则留在太空继续了它的14天使命。

## 阿波罗7号
1968年10月11日，施艾拉成为了第一位三次进入太空的宇航员。在他这次最后的太空飞行中他担当了阿波罗7号的指令长。自阿波罗1号在测试期间发生了火灾后，阿波罗7号是阿波罗计划中第一艘发射的航天任务。与施艾拉同行的宇航员包括唐·埃斯利（Donn Eisele）和瓦尔特·康尼翰（Walter Cunningham）。他们在地球轨道上度过了11天，执行衔接练习和进行了电视画面现场转播。
1969年施艾拉从美国海军和美国航空航天局退休之后，他与前同僚，美国航空航天局公共事务官员和美国太空与火箭队中心第一行政主任艾巴克比，译写了《真正的太空牛仔》（The Real Space Cowboys）一书，书中描述水星计划宇航员和他们对美国太空项目的贡献。
在阿波罗7号使命期间，施艾拉患上了感冒，這也许是美国航空航天局历史中最著名的感冒事件，他在飞行外科医生的指示下，他采取了Actifed感冒药解除他的不适。几年后，他成为了Actifed的一位发言人, 并出现在电视广告中给产品打广告。
在后期的阿波罗计划期间，他担当了新闻顾问，经常被沃尔特·克朗凯（Walter Cronkite）在CBS新闻节目中接受采访。
施艾拉飞行记录共计4,577小时的飞行时间，其中295小时15分钟是在太空，267次在航空母舰着陆等纪录。

## 人生最后旅程
2007年5月3日施艾拉因心脏病发作，在加州聖地牙哥拉荷亚（La Jolla）的斯克里普斯·格林医院（Scripps Green Hospital）逝世，享年84岁。